# وايت تشابل
وايت تشابل منطقة تقع في حي تاور هامليتس في الطرف الشرقي من لندن بإنجلترا، وقد كانت لفترة طويلة من الأحياء الفقيرة التي تعيش فيها الطبقة العاملة، وهي مشهورة لكونها مكان جرائم القتل التي ارتكبها جاك السفاح في أواخر الثمانينيات من القرن التاسع عشر، ولم يُتعرف على القاتل الحقيقي قط، إلا أن هناك الكثير من الشائعات التي أشارت إلى أكثر من 100 اسم مشتبه به. سكان منطقة وايت تشابل اليوم هم من أصول عرقية متنوعة، وأكثرهم من أصول بنغالية.

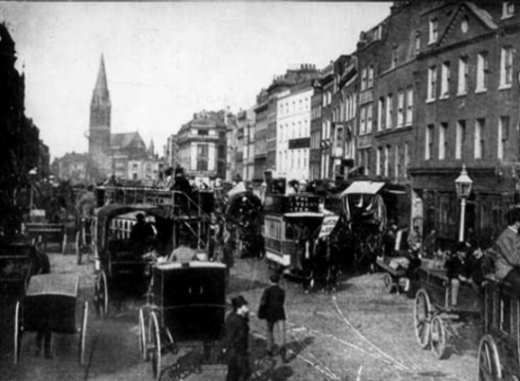
شارع في وايت تشابل سنة 1905

## أعلام
- كاثرين أيدوس
- ماري آن نيكولز
- آني تشابمان
- اليزابيث برايد
- مارثا تابرام
- براندان بيري
- ألفرد لونش
- سارة تايلور
- نينا ألان
- باد فلانغن

## المصدر
- وايت تشابل